# Campeonato de Copa Truck de 2020
O Campeonato de Copa Truck de 2020 foi a 4.ª temporada de Copa Truck, um campeonato de disputa entre caminhões que substituiu a Fórmula Truck, extinta em 2017.

## Início da Temporada
Novidades canceladas devido a pandemia de COVID-19
A grande novidade da temporada 2020 seria a realização de dois super eventos com a Stock Car Brasil nos dias 31 de maio e 13 de dezembro, em um encontro inédito dos dois maiores campeonatos do automobilismo brasileiro no Autódromo de Interlagos, em São Paulo. Outra novidade, e está sim continua no calendário, é a participação da Copa HB20 em todas as etapas da temporada.
Mudanças no calendário devido a pandemia de COVID-19
Inicialmente, foi divulgado um calendário com nove etapas e dezoito corridas na seguinte sequência: 1) 5 de abril – Londrina – PR; 2) 26 de abril – Santa Cruz do Sul – RS; 3) 31 de maio – São Paulo – SP; 4) 21 de junho – Goiânia – GO; 5) 12 de julho – Viamão – RS; 6) 16 de agosto – Campo Grande – MS; 7) 18 de outubro – Curvelo – MG; 8) 8 de novembro – Curitiba – PR e 9) 13 de dezembro – São Paulo – SP. Porém devido a pandemia de COVID-19, as etapas foram suspensas e readequadas.

## Equipes e Pilotos
Todos os pilotos são brasileiros.
| Equipe                      | Fabricante    | Pneu | No.           | Piloto                | Etapas |
| --------------------------- | ------------- | ---- | ------------- | --------------------- | ------ |
| RVR-Corinthians Motorsports | Mercedes-Benz | P    | 15            | Roberval Andrade      | 1–3    |
| Usual Iveco Racing          | Iveco         | P    | 4             | Felipe Giaffone       | 1–3    |
| Usual Iveco Racing          | Iveco         | P    | 21            | Djalma Pivetta        | 1–3    |
| Usual Iveco Racing          | Iveco         | P    | 2             | Valmir Benavides      | 2–3    |
| AJ5 Eco Sports Reman Brasil | Reman Brasil  | P    | 5             | Adalberto Jardim      | 1–3    |
| R9 Competições              | Volkswagen    | P    | TBA           | Danilo Alamini        | TBA    |
| R9 Competições              | Volkswagen    | P    | 88            | Beto Monteiro         | 1–3    |
| R9 Competições              | Volkswagen    | P    | 55            | Paulo Salustiano      | 1–3    |
| R9 Competições              | Volkswagen    | P    | 54            | Rafael Lopes          | 1–3    |
| R9 Competições              | Volkswagen    | P    | 81            | José Augusto Dias     | 1–3    |
| R9 Competições              | MAN SE        | P    | 57            | Felipe Tozzo          | 1      |
| R9 Competições              | MAN SE        | P    | 9             | Renato Martins        | 1      |
| FF Motorsport               | Protótipo     | P    | 27            | Fábio Fogaça          | 1–3    |
| FF Motorsport               | Protótipo     | P    | 72            | Djalma Fogaça         | TBA    |
| FF Motorsport               | Protótipo     | P    | 37            | Raphael Teixeira      | 1–3    |
| AM Motorsport               | Mercedes-Benz | P    | 6             | Wellington Cirino     | 1–3    |
| AM Motorsport               | Mercedes-Benz | P    | 7             | Débora Rodrigues      | 1      |
| AM Motorsport               | Mercedes-Benz | P    | 9             | Débora Rodrigues      | 2–3    |
| AM Motorsport               | Mercedes-Benz | P    | 77            | André Marques         | 1–3    |
| AM Motorsport               | Mercedes-Benz | P    | 777           | Valdeno Brito         | 1      |
| JL Competições              | Mercedes-Benz | P    | 73            | Leandro Totti         | 1      |
| JL Competições              | Mercedes-Benz | P    | 64            | Evandro Camargo       | 1–3    |
| JL Competições              | Mercedes-Benz | P    | 31            | Glauco Barros         | 2–3    |
| Boessio Competições         | Volvo         | P    | 83            | Régis Boessio         | 1      |
| Lucar Motorsport            | Iveco         | P    | 99            | Luiz Lopes            | 1–3    |
| PP Motorsport               | Mercedes-Benz | P    | 29            | Pedro Paulo Fernandes | 2–3    |
| PP Motorsport               | Mercedes-Benz | P    | 45            | Daniel Kelemen        | 2–3    |
| PP Motorsport               | Mercedes-Benz | P    | TBA           | Lucas Bornemann       | TBA    |
| PP Motorsport               | Mercedes-Benz | P    | 909           | Alexandre Navarro     | 2–3    |
| PP Motorsport               | Mercedes-Benz | P    | Pedro Muffato |                       |        |
| PP Motorsport               | Mercedes-Benz | P    | Danilo Dirani |                       |        |
| BRUTO Motorsports           | Scania        | P    | 3             | Ricardo Alvarez       | TBA    |
| JLT Team                    | Mercedes-Benz |      |               | Cris Júlio            |        |

## Calendário

### Etapas
| # | Data             | Grande Prêmio             | Circuito                            | Local         |
| - | ---------------- | ------------------------- | ----------------------------------- | ------------- |
| 1 | 27 e 28 de junho | Grande Prêmio de Cascavel | Autódromo Internacional de Cascavel | Cascavel, PR  |
| 2 | 15 de agosto     | Grande Prêmio de Goiás    | Autódromo Ayrton Senna              | Goiânia, GO   |
| 3 | 16 de agosto     | Grande Prêmio de Goiânia  | Autódromo Ayrton Senna              | Goiânia, GO   |
| 4 | 4 de outubro     | Grande Prêmio de Cascavel | Autódromo Internacional de Cascavel | Cascavel, PR  |
| 5 | 8 de novembro    | Grande Prêmio de Curitiba | Autódromo Internacional de Curitiba | Curitiba, PR  |
| 6 | 13 de dezembro   | Super Final de Interlagos | Autódromo de Interlagos             | São Paulo, SP |

### Resultados
| # | Circuito  | Data             | Pole Position     | Volta mais rápida | Piloto Vencedor   | Equipe Vencedora | Caminhão      | Info   |
| - | --------- | ---------------- | ----------------- | ----------------- | ----------------- | ---------------- | ------------- | ------ |
| 1 | Cascavel  | 27 e 28 de junho | Wellington Cirino | Roberval Andrade  | Wellington Cirino | AM Motorsport    | Mercedes-Benz | [ 8 ]  |
| 1 | Cascavel  | 27 e 28 de junho | Sem Disputa       | Beto Monteiro     | Beto Monteiro     | R9 Competições   | Volkswagen    | [ 9 ]  |
| 2 | Goiás     | 15 de agosto     | Beto Monteiro     | Beto Monteiro     | Beto Monteiro     | R9 Competições   | Volkswagen    | [ 11 ] |
| 2 | Goiás     | 15 de agosto     | Sem Disputa       | Rafael Lopes      | Beto Monteiro     | R9 Competições   | Volkswagen    | [ 11 ] |
| 3 | Goiânia   | 16 de agosto     | Felipe Giaffone   | Roberval Andrade  | André Marques     | AM Motorsport    | Mercedes-Benz | [ 13 ] |
| 3 | Goiânia   | 16 de agosto     | Sem Disputa       | Paulo Salustiano  | Paulo Salustiano  | R9 Competições   | Volkswagen    | [ 13 ] |
| 4 | Cascavel  | 4 de outubro     | Leandro Totti     | Rafael Lopes      | Valdeno Brito     | AM Motorsport    | Mercedes-Benz | [ 14 ] |
| 4 | Cascavel  | 4 de outubro     | Sem Disputa       | Danilo Dirani     | Valdeno Brito     | AM Motorsport    | Mercedes-Benz | [ 15 ] |
| 5 | Curitiba  | 8 de novembro    | Wellington Cirino | Wellington Cirino | Beto Monteiro     | R9 Competições   | Volkswagen    | [ 16 ] |
| 5 | Curitiba  | 8 de novembro    | Sem Disputa       | Beto Monteiro     | Paulo Salustiano  | R9 Competições   | Volkswagen    | [ 17 ] |
| 6 | São Paulo | 13 de dezembro   | Paulo Salustiano  | Beto Monteiro     | Beto Monteiro     | R9 Competições   | Volkswagen    | [ 18 ] |
| 6 | São Paulo | 13 de dezembro   | Sem Disputa       |                   | Paulo Salustiano  | R9 Competições   | Volkswagen    | [ 18 ] |

Obs: Calendário com pendências e sujeito a mudanças devido a pandemia do COVID-19.

## Classificação Geral

### Campeonato de Pilotos
| Pos | Piloto                | CAS | CAS | GOI | GOI | GOI | GOI | CAS | CAS | CTB | CTB | INT | INT | Pts |
| --- | --------------------- | --- | --- | --- | --- | --- | --- | --- | --- | --- | --- | --- | --- | --- |
| 1   | Beto Monteiro         | 4   | 1   | 1   | 1   | 2   | 8   | 16  | RET | 1   | 3   | 1   | 3   | 160 |
| 2   | André Marques         | 3   | 3   | 4   | RET | 1   | 4   | 7   | 8   | 2   | 4   | 6   | 4   | 142 |
| 3   | Danilo Dirani         |     |     |     |     |     |     | 6   | 10  | 3   | 2   | 5   | 2   | 139 |
| 4   | Wellington Cirino     | 1   | 4   | 2   | RET | 6   | 3   | 4   | 5   | 13  | 15  | 3   | 13  | 131 |
| 5   | José Augusto Dias     | 8   | RET | 7   | 2   | 3   | 9   | 8   | 13  | 10  | 7   | 14  | 7   | 125 |
| 6   | Felipe Giaffone       | RET | 7   | 3   | RET | RET | NL  | 5   | 3   | 5   | 5   | 7   | RET | 123 |
| 7   | Valdeno Brito         | 2   | RET |     |     |     |     | 1   | 1   | 7   | 6   |     |     | 113 |
| 8   | Paulo Salustiano      | NL  | NL  | RET | RET | 8   | 1   | 12  | 4   | 8   | 1   | 2   | 1   | 112 |
| 9   | Roberval Andrade      | 5   | 2   | RET | RET | 4   | 2   | 3   | 15  | RET | RET |     |     | 86  |
| 10  | Rafael Lopes          | RET | 5   | 5   | 6   | RET | NL  | 2   | RET | 4   | 9   | 4   | 5   | 38  |
| 11  | Régis Boessio         | RET | 10  |     |     |     |     | 15  | 9   | 16  | 12  | 8   | 6   | 27  |
| 12  | Débora Rodrigues      | 6   | 6   | 8   | RET | 5   | RET | 9   | 6   | 15  | 8   | 10  | 9   | 22  |
| 13  | Djalma Pivetta        | 10  | RET | 10  | 4   | 9   | 5   | 17  | 11  | RET | RET | 11  | 10  | 17  |
| 14  | Danilo Alamini        |     |     |     |     |     |     | 13  | 14  | 12  | RET | 9   | 14  | 15  |
| 15  | Cris Júlio            |     |     |     |     |     |     |     |     | 18  | RET | 15  | 11  | 11  |
| 16  | Luiz Lopes            | RET | NL  | 9   | 3   | 10  | RET | 11  | 7   |     |     | 12  | RET | 10  |
| 17  | Pedro Paulo Fernandes |     |     | RET | RET | 7   | RET |     |     | 11  | RET | 18  | 8   | 8   |
| 18  | Valmir Benavides      |     |     | RET | RET | RET | NL  |     |     |     |     | 13  | RET | 8   |
| 19  | Renato Martins        | 9   | 8   |     |     |     |     |     |     |     |     | 16  | 12  | 7   |
| 20  | Adalberto Jardim      | 7   | RET | 6   | RET | NL  | NL  | RET | RET | 14  | RET | RET | RET | 4   |
| 21  | Glauco Barros         |     |     | 12  | 5   | 14  | 7   |     |     |     |     |     |     | 0   |
| 22  | Evandro Camargo       | RET | 12  | 13  | RET | 12  | 6   | 10  | RET | RET | RET | RET | NL  | 0   |
| 23  | Fábio Fogaça          | RET | RET | 11  | RET | 11  | RET | RET | RET | RET | 11  | RET | NL  | 0   |
| 24  | Daniel Kelemen        |     |     | RET | RET | 13  | 10  | RET | RET | 9   | 10  | 17  | NL  | 0   |
| 25  | Felipe Tozzo          | RET | 9   |     |     |     |     |     |     |     |     |     |     | 0   |
| 26  | Raphael Teixeira      | RET | 11  | RET | RET | RET | NL  | 18  | 12  | RET | RET | RET | NL  | 0   |
| 27  | Leandro Totti         | RET | RET |     |     |     |     | 19  | 2   | 6   | 13  |     |     | 0   |
| 28  | Alexandre Navarro     |     |     | RET | RET | NL  | NL  | 14  | RET |     |     |     |     | 0   |
| 29  | Pedro Muffato         |     |     |     |     |     |     | 20  | RET |     |     | 19  | RET | 0   |
| 30  | Ricardo Alvarez       |     |     |     |     |     |     |     |     | 17  | 14  |     |     | 0   |
| Pos | Piloto                | CAS | CAS | GOI | GOI | GOI | GOI | CAS | CAS | CTB | CTB | INT | INT | Pts |

| Cor          | Resultado                            |
| ------------ | ------------------------------------ |
| Ouro         | Vencedor                             |
| Prata        | 2.º lugar                            |
| Bronze       | 3.º lugar                            |
| Verde        | 4.º e 5.º lugares                    |
| Azul claro   | 6.º–10.º lugares                     |
| Azul escuro  | Completou a corrida (fora do Top 10) |
| Roxo         | Não completou a corrida              |
| Vermelho     | Não se classificou (NQ)              |
| Marrom       | Retirou-se da corrida (Wth)          |
| Preto        | Desclassificado (DSQ)                |
| Caqui escuro | Não largou (NL)                      |
| Caqui escuro | Abandonou a corrida (C)              |
| Vazio        | Não participou                       |

| Pos | Piloto                | CAS | CAS | GOI | GOI | GOI | GOI | CAS | CAS | CTB | CTB | INT | INT | Pts |
| --- | --------------------- | --- | --- | --- | --- | --- | --- | --- | --- | --- | --- | --- | --- | --- |
| 1   | Beto Monteiro         | 4   | 1   | 1   | 1   | 2   | 8   | 16  | RET | 1   | 3   | 1   | 3   | 160 |
| 2   | André Marques         | 3   | 3   | 4   | RET | 1   | 4   | 7   | 8   | 2   | 4   | 6   | 4   | 142 |
| 3   | Danilo Dirani         |     |     |     |     |     |     | 6   | 10  | 3   | 2   | 5   | 2   | 139 |
| 4   | Wellington Cirino     | 1   | 4   | 2   | RET | 6   | 3   | 4   | 5   | 13  | 15  | 3   | 13  | 131 |
| 5   | José Augusto Dias     | 8   | RET | 7   | 2   | 3   | 9   | 8   | 13  | 10  | 7   | 14  | 7   | 125 |
| 6   | Felipe Giaffone       | RET | 7   | 3   | RET | RET | NL  | 5   | 3   | 5   | 5   | 7   | RET | 123 |
| 7   | Valdeno Brito         | 2   | RET |     |     |     |     | 1   | 1   | 7   | 6   |     |     | 113 |
| 8   | Paulo Salustiano      | NL  | NL  | RET | RET | 8   | 1   | 12  | 4   | 8   | 1   | 2   | 1   | 112 |
| 9   | Roberval Andrade      | 5   | 2   | RET | RET | 4   | 2   | 3   | 15  | RET | RET |     |     | 86  |
| 10  | Rafael Lopes          | RET | 5   | 5   | 6   | RET | NL  | 2   | RET | 4   | 9   | 4   | 5   | 38  |
| 11  | Régis Boessio         | RET | 10  |     |     |     |     | 15  | 9   | 16  | 12  | 8   | 6   | 27  |
| 12  | Débora Rodrigues      | 6   | 6   | 8   | RET | 5   | RET | 9   | 6   | 15  | 8   | 10  | 9   | 22  |
| 13  | Djalma Pivetta        | 10  | RET | 10  | 4   | 9   | 5   | 17  | 11  | RET | RET | 11  | 10  | 17  |
| 14  | Danilo Alamini        |     |     |     |     |     |     | 13  | 14  | 12  | RET | 9   | 14  | 15  |
| 15  | Cris Júlio            |     |     |     |     |     |     |     |     | 18  | RET | 15  | 11  | 11  |
| 16  | Luiz Lopes            | RET | NL  | 9   | 3   | 10  | RET | 11  | 7   |     |     | 12  | RET | 10  |
| 17  | Pedro Paulo Fernandes |     |     | RET | RET | 7   | RET |     |     | 11  | RET | 18  | 8   | 8   |
| 18  | Valmir Benavides      |     |     | RET | RET | RET | NL  |     |     |     |     | 13  | RET | 8   |
| 19  | Renato Martins        | 9   | 8   |     |     |     |     |     |     |     |     | 16  | 12  | 7   |
| 20  | Adalberto Jardim      | 7   | RET | 6   | RET | NL  | NL  | RET | RET | 14  | RET | RET | RET | 4   |
| 21  | Glauco Barros         |     |     | 12  | 5   | 14  | 7   |     |     |     |     |     |     | 0   |
| 22  | Evandro Camargo       | RET | 12  | 13  | RET | 12  | 6   | 10  | RET | RET | RET | RET | NL  | 0   |
| 23  | Fábio Fogaça          | RET | RET | 11  | RET | 11  | RET | RET | RET | RET | 11  | RET | NL  | 0   |
| 24  | Daniel Kelemen        |     |     | RET | RET | 13  | 10  | RET | RET | 9   | 10  | 17  | NL  | 0   |
| 25  | Felipe Tozzo          | RET | 9   |     |     |     |     |     |     |     |     |     |     | 0   |
| 26  | Raphael Teixeira      | RET | 11  | RET | RET | RET | NL  | 18  | 12  | RET | RET | RET | NL  | 0   |
| 27  | Leandro Totti         | RET | RET |     |     |     |     | 19  | 2   | 6   | 13  |     |     | 0   |
| 28  | Alexandre Navarro     |     |     | RET | RET | NL  | NL  | 14  | RET |     |     |     |     | 0   |
| 29  | Pedro Muffato         |     |     |     |     |     |     | 20  | RET |     |     | 19  | RET | 0   |
| 30  | Ricardo Alvarez       |     |     |     |     |     |     |     |     | 17  | 14  |     |     | 0   |
| Pos | Piloto                | CAS | CAS | GOI | GOI | GOI | GOI | CAS | CAS | CTB | CTB | INT | INT | Pts |

| Cor          | Resultado                            |
| ------------ | ------------------------------------ |
| Ouro         | Vencedor                             |
| Prata        | 2.º lugar                            |
| Bronze       | 3.º lugar                            |
| Verde        | 4.º e 5.º lugares                    |
| Azul claro   | 6.º–10.º lugares                     |
| Azul escuro  | Completou a corrida (fora do Top 10) |
| Roxo         | Não completou a corrida              |
| Vermelho     | Não se classificou (NQ)              |
| Marrom       | Retirou-se da corrida (Wth)          |
| Preto        | Desclassificado (DSQ)                |
| Caqui escuro | Não largou (NL)                      |
| Caqui escuro | Abandonou a corrida (C)              |
| Vazio        | Não participou                       |

| Pontuação | 1° | 2° | 3° | 4° | 5° | 6° | 7° | 8° | 9° | 10° | 11° | 12° | 13° | 14° | 15° |
| --------- | -- | -- | -- | -- | -- | -- | -- | -- | -- | --- | --- | --- | --- | --- | --- |
| Corrida 1 | 22 | 20 | 18 | 16 | 15 | 14 | 13 | 12 | 11 | 10  | 9   | 8   | 7   | 6   | 5   |
| Corrida 2 | 18 | 16 | 14 | 12 | 11 | 10 | 9  | 8  | 7  | 6   | 5   | 4   | 3   | 2   | 1   |

## Classificação das Copas

### Primeira Copa (Copa Cascavel)
Campeonato de pilotos
| Pos | Piloto            | Equipe                      | Construtor    | Pts |
| --- | ----------------- | --------------------------- | ------------- | --- |
| 1   | Beto Monteiro     | R9 Competições              | Volkswagen    | 38  |
| 2   | Wellington Cirino | AM Motorsport               | Mercedes-Benz | 38  |
| 3   | André Marques     | AM Motorsport               | Mercedes-Benz | 36  |
| 4   | Roberval Andrade  | RVR-Corinthians Motorsports | Mercedes-Benz | 35  |
| 5   | Débora Rodrigues  | AM Motorsport               | Mercedes-Benz | 28  |
| 6   | Renato Martins    | R9 Competições              | MAN           | 23  |
| 7   | Valdeno Brito     | AM Motorsport               | Mercedes-Benz | 20  |
| 8   | Rafael Lopes      | R9 Competições              | Volkswagen    | 15  |
| 9   | Felipe Giaffone   | Usual Iveco Racing          | Iveco         | 13  |
| 10  | Adalberto Jardim  | AJ5 Eco Sports Reman Brasil | Reman Brasil  | 13  |
| 11  | José Augusto Dias | R9 Competições              | Volkswagen    | 12  |
| 12  | Felipe Tozzo      | R9 Competições              | MAN           | 11  |
| 13  | Régis Boessio     | Boessio Competições         | Volvo         | 10  |
| 14  | Djalma Pivetta    | Usual Iveco Racing          | Iveco         | 10  |
| 15  | Raphael Teixeira  | FF Motorsport               | Protótipo     | 9   |
| 16  | Evandro Camargo   | JL Competições              | Mercedes-Benz | 8   |
| –   | Fábio Fogaça      | FF Motorsport               | Protótipo     | 0   |
| –   | Leandro Totti     | JL Competições              | Mercedes-Benz | 0   |
| –   | Paulo Salustiano  | R9 Competições              | Volkswagen    | 0   |
| –   | Luiz Lopes        | Lucar Motorsport            | Iveco         | 0   |

Campeonato de construtores
| Pos | Construtor     | Pts |
| --- | -------------- | --- |
| 1   | Mercedes-Benz  | 80  |
| 2   | Volkswagen/MAN | 65  |
| 3   | Iveco          | 23  |
| 4   | Reman Brasil   | 13  |
| 5   | Volvo          | 10  |
| 6   | Protótipo      | 9   |

### Segunda Copa (Copa Goiânia)
Campeonato de pilotos
| Pos | Piloto                | Equipe                      | Construtor    | Pts |
| --- | --------------------- | --------------------------- | ------------- | --- |
| 1   | Beto Monteiro         | R9 Competições              | Volkswagen    | 69  |
| 2   | José Augusto Dias     | R9 Competições              | Volkswagen    | 55  |
| 3   | André Marques         | AM Motorsport               | Mercedes-Benz | 50  |
| 4   | Wellington Cirino     | AM Motorsport               | Mercedes-Benz | 48  |
| 5   | Luiz Lopes            | Lucar Motorsport            | Iveco         | 36  |
| 6   | Glauco Barros         | JL Competições              | Mercedes-Benz | 36  |
| 7   | Roberval Andrade      | RVR-Corinthians Motorsports | Mercedes-Benz | 32  |
| 8   | Paulo Salustiano      | R9 Competições              | Volkswagen    | 30  |
| 9   | Débora Rodrigues      | AM Motorsport               | Mercedes-Benz | 27  |
| 10  | Evandro Camargo       | JL Competições              | Mercedes-Benz | 27  |
| 11  | Rafael Lopes          | R9 Competições              | Volkswagen    | 25  |
| 12  | Djalma Pivetta        | Usual Iveco Racing          | Iveco         | 22  |
| 13  | Fábio Fogaça          | FF Motorsport               | Protótipo     | 19  |
| 14  | Felipe Giaffone       | Usual Iveco Racing          | Iveco         | 18  |
| 15  | Daniel Kelemen        | PP Motorsport               | Mercedes-Benz | 15  |
| 16  | Adalberto Jardim      | AJ5 Eco Sports Reman Brasil | Reman Brasil  | 14  |
| –   | Pedro Paulo Fernandes | PP Motorsport               | Mercedes-Benz | 13  |
| –   | Raphael Teixeira      | FF Motorsport               | Protótipo     | 0   |
| –   | Alexandre Navarro     | PP Motorsport               | Mercedes-Benz | 0   |

Campeonato de construtores
| Pos | Construtor     | Pts |
| --- | -------------- | --- |
| 1   | Volkswagen/MAN | 201 |
| 2   | Mercedes-Benz  | 184 |
| 3   | Iveco          | 89  |
| 4   | Volvo          | 46  |
| 5   | Protótipo      | 19  |
| 6   | Reman Brasil   | 14  |

### Terceira Copa (Copa Curitiba)
| Pos | Piloto                | Equipe                      | Construtor    | Pts |
| --- | --------------------- | --------------------------- | ------------- | --- |
| 1   | Valdeno Brito         | AM Motorsport               | Mercedes-Benz | 63  |
| 2   | Felipe Giaffone       | Usual Iveco Racing          | Iveco         | 55  |
| 3   | Danilo Dirani         | PP Motorsport               | Mercedes-Benz | 54  |
| 4   | André Marques         | AM Motorsport               | Mercedes-Benz | 53  |
| 5   | Paulo Salustiano      | R9 Competições              | Volkswagen    | 50  |
| 6   | Rafael Lopes          | R9 Competições              | Volkswagen    | 43  |
| 7   | Beto Monteiro         | R9 Competições              | Volkswagen    | 36  |
| 8   | Wellington Cirino     | AM Motorsport               | Mercedes-Benz | 36  |
| 9   | José Augusto Dias     | R9 Competições              | Volkswagen    | 35  |
| 10  | Débora Rodrigues      | AM Motorsport               | Mercedes-Benz | 35  |
| 11  | Leandro Totti         | JL Competições              | Mercedes-Benz | 33  |
| 12  | Régis Boessio         | Boessio Competições         | Volvo         | 21  |
| 13  | Roberval Andrade      | RVR-Corinthians Motorsports | Mercedes-Benz | 19  |
| 14  | DANILO ALAMINI        | R9 Competições              | Volkswagen    | 18  |
| 15  | Luiz Lopes            | Lucar Motorsport            | Iveco         | 18  |
| 16  | Pedro Paulo Fernandes | PP Motorsport               | Mercedes-Benz | 10  |
| 17  | Evandro Camargo       | JL Competições              | Mercedes-Benz | 10  |
| 18  | Adalberto Jardim      | AJ5 Eco Sports Reman Brasil | Reman Brasil  | 7   |
| 19  | Daniel Kelemen        | PP Motorsport               | Mercedes-Benz | 6   |
| 20  | Alexandre Navarro     | PP Motorsport               | Mercedes-Benz | 6   |
| 21  | Fábio Fogaça          | FF Motorsport               | Protótipo     | 5   |
| 22  | Djalma Pivetta        | Usual Iveco Racing          | Iveco         | 5   |
| 23  | Raphael Teixeira      | FF Motorsport               | Protótipo     | 4   |
| 24  | Ricardo Alvares       | BRUTO Motorsports           | Scania        | 2   |
| –   | Pedro Muffato         | PP Motorsport               | Mercedes-Benz | 0   |
| –   | CHRISTIANO JOSE JULIO | JLT Competições             | Mercedes-Benz | 0   |